# Marcus Berggren
Jan Marcus Berggren, född 21 augusti 1990 i Göteborgs Karl Johans församling i Göteborgs och Bohus län, är en svensk musiker, författare och tidigare ståuppkomiker.

## Biografi
Berggren är uppväxt i miljonprogramsområdet Komarken i Kungälv.
Berggren driver podden Tombola Podcast tillsammans med humorkollegan Carl Stanley. Han har även medverkat i Tankesmedjan i P3 samt som programledare för Morgonpasset i P3. Bergren skrev bloggen "Comedy Gold" på Nöjesguiden där han bland annat drev med Alex Schulman. Han har även verkat som krönikör och skrev bland annat krönikan "Nej out West" som uppmärksammades och publicerades i GP och Djungeltrumman. År 2017 hade Berggren premiär för första soloshow, Marcus Berggren håller låda. År 2023 meddelade han att skulle sluta med standuphumor och tog farväl av standupscenen med soloshowen Å harre jävvlar. Istället ville han satsa på musik och skrivande.
2019 ledde han P3 Guld-galan tillsammans med Tina Mehrafzoon. Han har även medverkat i TV-produktioner som Parlamentet och Bäst i test.
2022 romandebuterade Berggren med En bra plats i skallen, som skildrar episoder ur Berggrens uppväxt i kranskommunen, på Kaunitz-Olsson förlag. 2023 debuterade han som poet med diktsamlingen Den lilla oron och den stora oron på samma förlag. För denna diktsamlingen mottog han Anna Rydstedt-priset 2024.  Berggren släpper även musik genom sitt eget skivbolag "Kode Records" och 2021 kom hans debut-EP Hökens Gata Hustler.
Berggren var deltagare i På spåret säsongen 2023/2024 tillsammans med Cecilia Berggren. 

### Privatliv
Han är gift med Karin Londré och tillsammans har de ett barn.
Berggren har berättat att han led av en ätstörning under uppväxten. Under ett par år var han utbränd.

## TV och film
- 2016 – Idol Extra (TV-serie)
- 2017 – Comedy Central Stand Up - Utan Gränser (TV-serie)
- 2018 – Motorcykelkriget (TV-serie)
- 2018 – Comedy Central Confessions (TV-serie)
- 2018–2019 – Släng dig i brunnen (TV-serie)
- 2018 – Parlamentet (TV-serie)
- 2022 – Bianca (TV-program)
- 2022–2023 – Bäst i test (TV-serie)